# Anoplodactylus imperialis
Anoplodactylus imperialis is een zeespin uit de familie Phoxichilidiidae. De soort behoort tot het geslacht Anoplodactylus. Anoplodactylus imperialis werd in 1986 voor het eerst wetenschappelijk beschreven door Nakamura & Child. 